# Mark Korven
Mark Korven (Swift Current, ...) è un compositore e musicista canadese.
Ha composto musiche per film e serie televisive, tra cui: Cube - Il cubo, The Witch e The Border.

## Filmografia parziale

### Cinema
- Ho sentito le sirene cantare (I've Heard the Mermaids Singing), regia di Patricia Rozema (1987)
- Sam & Me, regia di Deepa Mehta (1991)
- Cube - Il cubo (Cube), regia di Vincenzo Natali (1997)
- The Witch (The Witch: A New-England Folktale), regia di Robert Eggers (2015)
- Awakening the Zodiac, regia di Jonathan Wright (2017)
- Isabelle - L'ultima evocazione (Isabelle), regia di Rob Heydon (2018)
- Nell'erba alta (In the Tall Grass), regia di Vincenzo Natali (2019)
- The Lighthouse, regia di Robert Eggers (2019)
- Resident Evil: Welcome to Raccoon City, regia di Johannes Roberts (2021)
- Black Phone (The Black Phone), regia di Scott Derrickson (2021)
- Night Swim, regia di Bryce McGuire (2024)

### Televisione
- Ai confini della realtà (The Twilight Zone) – serie TV, 1 episodio (1988)
- The Border – serie TV, 38 episodi (2008-2010)
- The Terror – serie TV, 10 episodi (2019)
- Loro (Them) – serie TV, 10 episodi (2021)
- Inverso - The Peripheral (The Peripheral) – serie TV, 8 episodi (2022)
- Billy the Kid – serie TV (2022-in corso)

## Premi
- BMI Film & TV Award - vinto nel 2022 per Loro.[2]